# Tetto spingente
Un tetto spingente è un particolare tipo di copertura che, sottoposta al solo peso proprio, provoca sollecitazioni orizzontali sui vincoli che ne garantiscono l'equilibrio.

## Esempio
Sostituendo la nostra ipotetica copertura con una scala a pioli e dotandola di un appoggio semplice, o un carrello, immaginiamo di osservare i movimenti di tale struttura sotto la sola condizione di carico del peso proprio.
Il vincolo è rappresentato dal carrello: potremo notare che la forma della scala, la forma e la geometria del pavimento può determinare un indesiderato movimento o viceversa una adeguata staticità strutturale.

## Considerazioni basilari
Le azioni sismiche e le sollecitazioni del vento costituiscono azioni orizzontali, talvolta in grado di provocare sensibili spinte sui vincoli. La forma, la geometria e la specifica tipologia costituiscono quindi una prerogativa progettuale importante per qualunque tipo di struttura e vanno valutate caso per caso.
L'ingegnere tenderà certamente a prediligere strutture di copertura equilibrate e non spingenti, ma che siano in armonia con il progetto architettonico e le esigenze impiantistiche.

## Tipologie di coperture non spingenti
L'assenza di effetto spingente per un tetto è agevolata senz'altro dalla simmetria e dalla rigidezza fra le falde contrapposte. La realtà è ben diversa e possiamo ragionevolmente affermare che nessun tetto sarà del tutto privo di azioni orizzontali e di effetti spingenti. Si tratta di valutare se l'effetto spingente sia o no determinante o trascurabile e questo va fatto con modellazioni e calcoli. Se i pilastri che sostengono il tetto fossero realizzati con estremità piane, l'effetto di spinta sarebbe ridotto, ed in condizioni puramente teoriche una simmetrica appoggiata su vincoli di appoggio semplice, potrebbe rimanere in piedi in condizioni di un grado di labilità.

## Suggerimenti di tipo pratico
Ai fini della progettazione strutturale è sempre opportuno considerare il tetto come spingente o parzialmente spingente e determinare l'entità delle azioni e sollecitazioni che lo caratterizzeranno, pesi propri e carichi variabili.